# Szlávy László
Szlávy László (Budapest, 1907. július 2. – 1972?) jogász, polgármester.

## Élete
Jogászként Debrecenben kezdett dolgozni, jegyzőként a honvédtörvényszéknél. Bihar vármegye főszolgabírója volt, majd 1939-től a Belügyminisztériumban volt alkalmazásban. 1941 áprilisában kinevezték Miskolc polgármester-helyettesének, 1943. január 1-jén pedig polgármesternek. Beiktató beszédében magát a magyar faj elsőszámú védelmezőjeként jelölte meg, egyben egyértelművé tette a politikai érdekek elsőbbrendűségét a szakmai munkával szemben. Egyéves működése alatt a pártoktól, vallásoktól független városvezetés évtizedekre visszanyúló elve és gyakorlata a múlté lett. Aktívan közreműködött a zsidótörvények helyi végrehajtásában, a korlátozó intézkedések egymás után való bevezetésében. Bő egy évig volt polgármester, mert 1944. május 7-én Szilágy vármegye főispánja lett. További sorsa ismeretlen.
Feltételezések szerint az ország kiürítésekor Szlávy is nyugatra menekült. Történeti kutatásokkal egyelőre alá nem támasztott adatok szerint 1972-ben hunyt el.